# Colocleora separaria
Colocleora separaria är en fjärilsart som beskrevs av Heinrich Benno Möschler 1888. Colocleora separaria ingår i släktet Colocleora och familjen mätare. Inga underarter finns listade i Catalogue of Life.